# علویان (ترکیه)
علوی‌گرایی، علوی‌‌گرایی آناتولی یا قزلباش‌گرایی (‎/æˈlɛvɪzəm/‎; به ترکی استانبولی: Alevilik, Anadolu Aleviliği یا Kızılbaşlık; به کردی: Elewîtî, Rêya Heqî; به ترکی آذربایجانی: Ələvilik, Qızılbaşlıq) یک مذهب اسلامی هترودوکس است، که پیروانش از تعالیم عرفان اسلامی، حاجی بکتاش والی که گمان می‌رود تعالیم دوازده امام را تدریس کرده، پیروی می‌کنند. برخلاف اسلام سنی و اصولیون شیعه دوازده امامی، علوی‌ها جزم‌های دینی الزام‌آوری ندارند و آموزه‌ها مانند دستورهای صوفیانه توسط دده‌ها منتقل می‌شوند.
آنها شش اصل دین اسلام را تصدیق می‌کنند، اما ممکن است در تفسیر آنها اختلاف نظر داشته باشند. طرفداران علوی‌گرایی عمدتاً در ترکیه یافت می‌شوند و برآوردها از جمعیت ترکیه که علوی هستند بین ۴ تا ۲۵ درصد است.
برخی علوی‌ها را شاخه‌ای از شیعیان دوازده امامی دانسته‌اند. علوی‌ها از این جهت که ستایشگر حاجی بکتاش والی هستند، دیدگاه تنگاتنگی با بکتاشیه دارند. پیروان علوی‌گرایی بیشتر از قومیت‌های ترک‌های آناتولی، آذری‌های ترکیه، تاتارها، کردها و ترکمن‌ها هستند.
در علوی‌گری قزلباش، هویت می‌تواند از مادر یا پدر به ارث برسد، زیرا این یک هویت قومی-مذهبی است.

## ریشه‌یابی نام

ذوالفقار شمشیر نامدار علی و نماد علوی‌ها

این نام از امام علی ابن ابی طالب، پسرعمو و داماد محمد، پیامبر مسلمانان گرفته شده‌است. و به معنی کسی است که پیرو علی است. گاهی نام قزلباش نیز به جای علوی به کار می‌رود.

## پیشینه
برخی علوی‌گری را شاخه‌ای از تشیع دانسته‌اند. از این لحاظ پیشینهٔ تشیع همان پیشینهٔ اسلام است و تشیع یعنی پیروی از محمد، قرآن و اهل بیت محمد.
بسیاری از قبیله‌های آناتولی در زمان ایلخانان مغول شیعه شدند. و کسانی مانند یونس امره و حاجی بکتاش در این زمان سربرآوردند. پیرامون همین زمان قزلباش‌ها در اردبیل پایه‌ریزی صفویه را آغاز نموده بودند.
پس از پیمان آماسیه در سال ۸۸۴ خورشیدی میان دولت صفوی و عثمانی، قزلباش‌ها خود را در سمتی از مرز یافتند که به باورشان متعلق به آن نبودند و به سمت دیگر یعنی قلمرو صفویان تعلق داشتند.

## پراکندگی

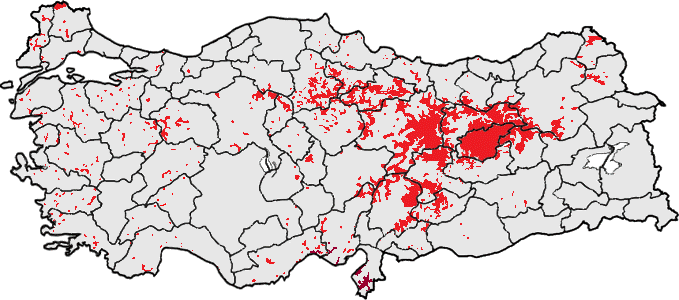
پراکنش علوی‌های ترکیه

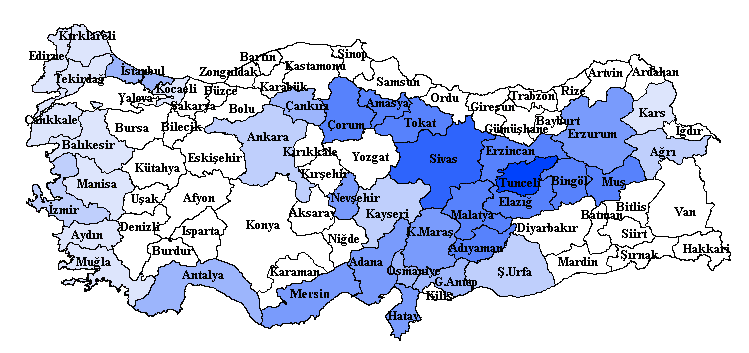
نقشه و نام‌های استان‌های علوی‌نشین در ترکیه، رنگ آبی پررنگ‌تر نشان از جمعیت بیشتر علوی دارد.

آمار دقیقی از جمعیت علویان در ترکیه در دست نیست. اساسی‌ترین دلیل این موضوع می‌تواند آزارها و رنجش‌های تاریخی گروه‌های سنی تندرو که کمابیش نیز ضد علویان رخ می‌دهند، باشد. جمعیت این گروه ۲۵ میلیون برآورد می‌شود که ۳۰٪ کل جمعیت ترکیه است. بسیاری از ترکان آناتولی و ترکمن‌ها و کردهای زازا را علویان تشکیل می‌دهند، بیشتر کردهای زازای ترکیه علوی می‌باشند. پیشینهٔ تمرکز علویان در استان تونج‌ایلی (با نام پیشین درسیم) می‌باشد.

## باورها
قلمداد مرز ویژه‌ای برای باورهای علویان کار آسانی نیست. بیشتر باورهای این گروه سینه به سینه از نیاکانشان به ایشان رسیده‌است. مهم‌ترین سرچشمهٔ باورهای این گروه بر پایهٔ گفته‌های عرفانی بویروک‌های (فرموده‌های) شیخ صفی الدین و سخنان شریعت جعفر صادق است. افرادی مانند پیر سلطان ابدال، شاه اسماعیل و حاجی بکتاش نیز نقش بسزایی بر باورهای علویان داشته‌اند.
علویان ارادت ویژه‌ای به علی دارند و او را والاترین آفریده‌ها بعد از محمد برمی‌شمارند. بر همین پایه بسیاری از علویان واژه علی-محمد را برای نشان دادن این باور بکار می‌برند. عبارت «خشنودی خدا، محمد، و علی» کاربرد زیادی در نیایش‌های علوی دارد. ایشان باور به همان دوازده امام دیگر شیعیان داشته و از آنجا که همگی از نسل علی هستند، آنها را با نام علی دوم (حسن مجتبی) تا علی دوازدهم (مهدی) می‌شناسند.
باور علویان دربارهٔ خدا برگرفته از عرفان ابن عربی است. باور کسانی مانند منصور حلاج نیز جایگاه ویژه‌ای دارد. وحدت وجود و حق از پایه‌های باوری علوی‌گری است.
انسان کامل (همان شیعه راستین در نزد دیگر شیعیان) از دیگر باورهای علوی‌گریست. خودآگاهی و الگوی‌برداری از انسان‌های بزرگی مانند علی یا حاجی بکتاش راه دستیابی به انسان کامل است.

## برازش‌ها
چهار دروازهٔ معنوی علوی‌گری به ترتیب ازین قرارند:
شریعت
طریقت
معرفت
حقیقت
در نزد علویان دستیابی به دروازهٔ سوم و چهارم به ندرت رخ می‌دهد. طریقت که دروازه یا پلهٔ دوم است پایهٔ بخش زیادی از دوران زندگی یک علوی است که در آن فرد خود را باید تسلیم رهبر روحانی (پیر، مرشد، دده) بنماید؛ بنابراین مبنای اصلی تفکرات علویان عرفان تشیع است هر جند تفکرات صوفی‌گرایانه بر آنان بی‌تأثیر نبوده‌است.
در رسوم طائفگی پنج گناه بزرگ در نزد علویان:
کشتن یک انسان
زنا
طلاق زن
حق الناس
دزدی

### جمع‌خانه
جمع‌خانه، نیایشگاه علویان است. رسمی به نام موم‌سوندو در جمع‌خانه رواج دارد که در آن نیایشگران ۱۲ شمع را به نیت ۱۲ امام با خیساندن خاموش می‌کنند. به‌طور تاریخی از آنجا که در این آیین زن و مرد با هم هستند، سنی‌ها آن را نمادی از رابطهٔ نامشروع دانسته و علویان را کافر می‌پنداشته‌اند.

### برادرباشی
برادرباشی رسمی است که در آن میان دو مرد علوی (و گهگاه میان زن‌هایشان) پیوند برادری بسته می‌شود. این پیمان بر پایهٔ پلهٔ نخست علوی‌گری (شریعت) است و تا پایان پلهٔ دوم پابرجا است. با ورود به پلهٔ سوم با برگزاری جشنی این پیمان برداشته می‌شود اما از آنجا که راهیابی به پلهٔ سوم به ندرت است، این پیوند تا آخر عمر ماندگار می‌ماند.

### برازش گروهی
مانند دیگر شیعیان توسل، استغاثه و تبرک جستن به بارگاه ائمه و بزرگان از دیگر کارهای علویان است. پخش بامیه میان مردم نیز رسمی کهن است.

### جشن‌ها
نوروز، غدیر و خضر روز سه روز بزرگ علویان است. همچنین سالگرد زادروز علی و ازدواج علی و فاطمه نیز جشن گرفته می‌شوند.

### زکات
پرداخت زکات علویان با دیگر مسلمانان تفاوت دارد. زکات را می‌توان برای تمامی کارهای نیک پرداخته شود.

### مکان‌ها
در برخی از علویان که التزام به دین کمتر است اجباری به حج رفتن برایشان نیست. زیارت بارگاه بزرگان جایگاه ویژه‌ای برای علویان دارد.

## ساختار رهبری
بر خلاف ساختار بکتاشی‌ها و صوفیان که رهبری بر پایهٔ سلسله است، رهبری علویان موروثی است که برگرفته از ساختار رهبری صفویه است. نزدیک به ۱۰٪ علویان سید‌اند.
رهبران علوی با نام‌های پیر مرشدها رهبر دده شناخته می‌شوند. بر خلاف باور به برابری زن مرد، رهبری ویژه مردان است.

## بزرگان
بزرگانی مانند شاه قلو، قراجا احمد (هر دو در استانبول)، ابدال موسی (در آنتالیا)، سید قاضی از بزرگان علوی بودند.

## زنان و خانواده
زنان علوی نسبت به دیگر مذهب‌های اسلامی احکام کمتری دارند. مردان حق ازدواج با بیش از یک زن را ندارند.

## رابطه با دیگر مسلمانان
دشمنی علویان با حنفی‌ها سلفی پیشینه‌ای دیرین دارد، چرا که آنها، علویان را کافر به سنت‌های اسلامی برشمرده و از طرف دیگر برخی صوفیان علوی نیز برین باورند که قرآن پس از محمد تحریف شده‌است. اما این اعتقاد تمام علویان نیست. اما در نواحی خاوری ترکیه با توجه به زیاد بودن کردها و شافعی مذهب بودن اهل سنت این ناحیه که خود دوستدار اهل بیت هستند، علویان رابطهٔ خوبی با سنی‌های در این ناحیه دارند. فتوای آیت‌الله خمینی مبنی بر مسلمان شمردن علویان را می‌توان پایانی بر چند سده کشمکش دربارهٔ این گروه دانست. 
(همچنین ببینید: کشتار سیواس)

## موسیقی
علویان در تمام زمان‌ها، چه زمانی که قدرت داشتند و چه زمانی که در کوه‌ها فراری بودند، با موسیقی رابطهٔ خوبی داشتند و اوزان‌های بسیاری در ترکیه علوی بوده و حتی بعضی از رهبرانشان نیز ساز نواخته و آواز می‌خواندند.